# William Farrar Smith

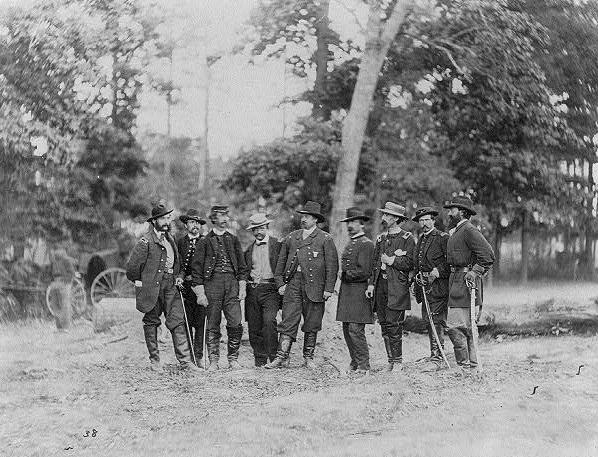
Generaal William F. Smith met zijn staf

William Farrar Smith, bijgenaamd Baldy Smith (St. Albans (Vermont), 17 februari 1824 – Philadelphia, 28 februari 1903) was een generaal die vocht in de Amerikaanse Burgeroorlog.

## Beginjaren
Baldy Smith was de zoon van Ashbel en Sarah Butler Smith en hij was een neef van gouverneur J. Gregory Smith van Vermont. Baldy Smith liep eerst school te Vermont en ging in 1841 naar de United States Military Academy te West Point (New York). In 1845 studeerde hij af als 4e van 41 cadetten. Baldy Smith ging op 1 juli 1845 als tweede luitenant bij het topografisch korps van de genie. Op 3 maart 1853 werd hij bevorderd tot eerste luitenant.
Hij bracht de Grote Meren, Texas, Arizona, Florida en Mexico in kaart. In Florida kreeg hij malaria. In 1856 begon hij bij een vuurtoren in Detroit (Michigan).
Smith gaf in West Point les in wiskunde van 1846 tot 1848 en van 1855 tot 1856. Op 1 juli 1859 werd hij bevorderd tot kapitein.

## Amerikaanse Burgeroorlog
In de Eerste Slag bij Bull Run vocht hij onder brigadegeneraal Irvin McDowell. Hij reorganiseerde de 1e brigade van Vermont en op 13 augustus 1861 werd hij bevorderd tot brigadegeneraal. Hij onderscheidde zich in de Slag bij White Oak Swamp, de Zevendagenslag en de Slag bij Antietam.
Toen zijn korpscommandant, generaal-majoor William B. Franklin bevorderd werd, kreeg Smith het bevel over het VI Corps van het Army of the Potomac, maar hij leed een nederlaag in de Slag bij Fredericksburg. Bevelhebber generaal-majoor Ambrose Burnside stelde het ontslag van Smith en andere generaals voor, maar president Abraham Lincoln ontsloeg Burnside.
In de Gettysburgveldtocht versloeg hij generaal-majoor J.E.B. Stuart in de Slag bij Carlisle. Zijn troepen achtervolgde Robert E. Lee tot de rivier de Potomac.
Op 3 oktober 1863 werd Smith hoofdingenieur van het Army of the Cumberland. Hij diende in de Slag bij Brown's Ferry en bevoorraadde de belegerde troepen in de Chattanoogaveldtocht. Op 9 maart 1864 bevorderde de senaat hem daarvoor tot generaal-majoor.
In de Overlandveldtocht van 1864 gaf Ulysses Grant Smith het bevel over het XVIII Corps in het Army of the James van generaal-majoor Benjamin Butler. Hij leidde dit legerkorps in de Slag bij Cold Harbor en het Beleg van Petersburg. Smiths korps en een divisie Afro-Amerikanen onder Edward Winslow Hinks moesten de stad innemen. Smith aarzelde. Op 19 juli 1864 werd hij ontslagen.

## Na de oorlog
Van 1864 tot 1873 was hij voorzitter van de International Telegraph Company en van 1875 tot 1881 politiehoofd van New York. Na 1881 werkte hij als ingenieur in Pennsylvania.

## Militaire loopbaan
- Cadet: 1 juli 1841 – 1 juli 1845[3]
- Brevet Second lieutenant: 1 juli 1845[3]
- Second lieutenant: 14 juli 1849[3]
- First Lieutenant: 3 maart 1853[3]
- Captain: 1 juli 1859[3]
- Colonel: 16 juli 1861[3]
- Brigadier General of Volunteers: 13 augustus 1861[3]
- Brevet Lieutenant Colonel: 28 juni 1862[3]
- Major General: 4 juli 1862[3]
- Brevet Colonel: 17 september 1862[3]
- Major, Corps of Engineers: 3 maart 1863[3]
- Major General, U. S. Volunteers: 9 maart 1864[3]
- Brevet Brigadier General, U. S. Army: 13 maart 1865[3]
- Brevet Major General, U. S. Army: 13 maart 1865[3]
- Resigned Volunteer Commission: 4 november 1865[3]
- Resigned: 7 maart 1867